# Joyskim Dawa
Joyskim Aurélien Dawa Tchakonte (Colombes, 9 aprile 1996) è un calciatore camerunese, difensore del FCSB.

## Caratteristiche tecniche
È un difensore centrale.

## Carriera

### Nazionale
Il 16 ottobre 2018 ha esordito con la nazionale camerunese disputando il match di qualificazione per la Coppa d'Africa 2019 pareggiato 0-0 contro il Malawi.

## Statistiche

### Presenze e reti nei club
Statistiche aggiornate al 2 luglio 2025.
| Stagione         | Squadra          | Campionato       | Campionato | Campionato | Coppe nazionali | Coppe nazionali | Coppe nazionali | Coppe continentali | Coppe continentali | Coppe continentali | Altre coppe | Altre coppe | Altre coppe | Totale | Totale |
| Stagione         | Squadra          | Comp             | Pres       | Reti       | Comp            | Pres            | Reti            | Comp               | Pres               | Reti               | Comp        | Pres        | Reti        | Pres   | Reti   |
| ---------------- | ---------------- | ---------------- | ---------- | ---------- | --------------- | --------------- | --------------- | ------------------ | ------------------ | ------------------ | ----------- | ----------- | ----------- | ------ | ------ |
| feb.-giu. 2018   | Mariupol'        | PL               | 10         | 0          | CU              | 1               | 0               |                    | -                  | -                  |             | -           | -           | 11     | 0      |
| 2018-2019        | Mariupol'        | PL               | 8          | 0          | CU              | 1               | 0               | UEL                | 3                  | 0                  |             | -           | -           | 12     | 0      |
| 2019-2020        | Mariupol'        | PL               | 21         | 0          | CU              | 3               | 0               | UEL                | 1                  | 0                  |             | -           | -           | 25     | 0      |
| Totale Mariupol' | Totale Mariupol' | Totale Mariupol' | 39         | 0          |                 | 5               | 0               |                    | 4                  | 0                  |             |             |             | 48     | 0      |
| set.-dic. 2020   | Valmiera         | VL               | 4          | 0          |                 | -               | -               |                    | -                  | -                  |             |             |             | 4      | 0      |
| gen.-ago. 2021   | Valmiera         | VL               | 12         | 2          |                 | -               | -               | UECL               | 2                  | -                  |             |             |             | 14     | 2      |
| Totale Valmiera  | Totale Valmiera  | Totale Valmiera  | 16         | 2          |                 |                 |                 |                    | 2                  | 0                  |             |             |             | 18     | 2      |
| 2021-2022        | Botoșani         | L1               | 31         | 4          | CR              | 1               | 0               |                    | -                  | -                  |             |             |             | 32     | 4      |
| 2022-2023        | FCSB             | L1               | 35         | 3          | CR              | 0               | 0               | UECL               | 11                 | 2                  |             |             |             | 46     | 5      |
| 2023-2024        | FCSB             | L1               | 36         | 3          | CR              | 2               | 0               | UECL               | 4                  | 0                  |             |             |             | 42     | 3      |
| 2024-2025        | FCSB             | L1               | 27         | 1          | CR              | 1               | 0               | UCL+UEL            | 5+11               | 2+1                | SR          | 1           | 0           | 45     | 4      |
| 2025-2026        | FCSB             | L1               | -          | -          | CR              | -               | -               |                    | -                  | -                  |             | -           | -           | -      | -      |
| Totale carriera  | Totale carriera  | Totale carriera  | 184        | 13         |                 | 9               | 0               |                    | 37                 | 5                  |             | 1           | 0           | 231    | 18     |

### Cronologia presenze e reti in nazionale
| Cronologia completa delle presenze e delle reti in nazionale ― Camerun | Cronologia completa delle presenze e delle reti in nazionale ― Camerun | Cronologia completa delle presenze e delle reti in nazionale ― Camerun | Cronologia completa delle presenze e delle reti in nazionale ― Camerun | Cronologia completa delle presenze e delle reti in nazionale ― Camerun | Cronologia completa delle presenze e delle reti in nazionale ― Camerun | Cronologia completa delle presenze e delle reti in nazionale ― Camerun | Cronologia completa delle presenze e delle reti in nazionale ― Camerun |
| Data                                                                   | Città                                                                  | In casa                                                                | Risultato                                                              | Ospiti                                                                 | Competizione                                                           | Reti                                                                   | Note                                                                   |
| ---------------------------------------------------------------------- | ---------------------------------------------------------------------- | ---------------------------------------------------------------------- | ---------------------------------------------------------------------- | ---------------------------------------------------------------------- | ---------------------------------------------------------------------- | ---------------------------------------------------------------------- | ---------------------------------------------------------------------- |
| 16-10-2018                                                             | Blantyre                                                               | Malawi                                                                 | 0 – 0                                                                  | Camerun                                                                | Qual. Coppa d'Africa 2019                                              | -                                                                      |                                                                        |
| 9-6-2019                                                               | Majadahonda                                                            | Camerun                                                                | 2 – 1                                                                  | Zambia                                                                 | Amichevole                                                             | -                                                                      |                                                                        |
| 14-6-2019                                                              | Al Wakrah                                                              | Camerun                                                                | 1 – 1                                                                  | Mali                                                                   | Amichevole                                                             | -                                                                      | 66’                                                                    |
| 25-6-2019                                                              | Ismailia                                                               | Camerun                                                                | 2 – 0                                                                  | Guinea-Bissau                                                          | Coppa d'Africa 2019 - 1º turno                                         | -                                                                      |                                                                        |
| 12-10-2019                                                             | Radès                                                                  | Tunisia                                                                | 0 – 0                                                                  | Camerun                                                                | Amichevole                                                             | -                                                                      | 74’                                                                    |
| 17-11-2019                                                             | Kigali                                                                 | Ruanda                                                                 | 0 – 1                                                                  | Camerun                                                                | Qual. Coppa d'Africa 2021                                              | -                                                                      |                                                                        |
| 4-6-2021                                                               | Wiener Neustadt                                                        | Nigeria                                                                | 0 – 1                                                                  | Camerun                                                                | Amichevole                                                             | -                                                                      | 84’                                                                    |
| 8-6-2021                                                               | Wiener Neustadt                                                        | Camerun                                                                | 0 – 0                                                                  | Nigeria                                                                | Amichevole                                                             | -                                                                      |                                                                        |
| 6-9-2021                                                               | Abidjan                                                                | Costa d'Avorio                                                         | 2 – 1                                                                  | Camerun                                                                | Qual. Mondiali 2022                                                    | -                                                                      |                                                                        |
| 19-3-2025                                                              | Nelspruit                                                              | eSwatini                                                               | 0 – 0                                                                  | Camerun                                                                | Qual. Mondiali 2026                                                    | -                                                                      | 46’                                                                    |
| Totale                                                                 |                                                                        | Presenze                                                               | 10                                                                     |                                                                        | Reti                                                                   | 0                                                                      |                                                                        |

## Palmarès

### Club

#### Competizioni nazionali
- Campionato rumeno: 2

FCSB: 2023-2024, 2024-2025
- Supercoppa di Romania: 2

FCSB: 2024, 2025